# Jered
Jered (hebr. יֶרֶד) – postać występująca w Księdze Rodzaju, oraz w dziele rabinicznym zaliczającym się do gatunku midrasz – Księdze Jubileuszów.
Księga Rodzaju (rozdział 5) podaje, iż jego ojcem był Mahalaleel (urodził się gdy ten miał 65 lat), a synem Henoch. Żył 962 lata.
Księga Jubileuszów (rozdział 4) podaje również imię jego matki – Dina, imię jego żony i zarazem kuzynki – Baraka, oraz imię syna – Daniela.

Gdy Jered miał sto sześćdziesiąt dwa lata, urodził mu się syn Henoch. A po urodzeniu się Henocha Jered żył osiemset lat i miał synów i córki. Jered żył ogółem dziewięćset sześćdziesiąt dwa lata, i umarł